# Shannyn Sossamon
Shannyn Sossamon (właśc. Shannon Marie Kahololani Sossamon; ur. 3 października 1978 w Honolulu) – amerykańska aktorka i muzyk. Najbardziej znana jest z takich filmów jak: Obłędny rycerz, 40 dni i 40 nocy, Tamten świat samobójców i Nieodebrane połączenie. Shannyn Sossamon wystąpiła również w wyprodukowanym przez stację CBS, serialu Pod osłoną nocy.

## Wczesne lata
Shannyn Sossamon urodziła się w Honolulu na Hawajach. Jest córką Sherry Sossamon, pielęgniarki i Todda Lindberga; później jej matka znowu wyszła za mąż za Randy’ego Goldsteina. Sossamon ma korzenie holenderskie, angielskie, irlandzkie, niemieckie, francuskie i filipińskie oraz hawajskie: jej babcia ze strony matki jest w połowie Hawajką, a w połowie Filipinką – natomiast jej dziadek od strony matki ma pochodzenie angielsko-niemieckie. Sossamon dorastała w mieście Reno w stanie Nevada, gdzie uczęszczała do Galena High School, po zajęciach lekcyjnych zaś chodziła na lekcje tańca. W roku 1995 Sossamon zmieniła swoje imię z Shannon na Shannyn. Następnego dnia po zakończeniu nauki w liceum Sossamon wyjechała do Los Angeles, aby kontynuować swoją karierę taneczną. Po przeprowadzeniu się do Los Angeles rozpoczęła pracę jako DJ w miejscowych klubach.

## Kariera
W początkach swej kariery Sossamon pozowała do zdjęć dla rozmaitych firm, m.in. Sassy, America Eagle Outfiters i Planned Parenthood. Wystąpiła także w dwóch reklamach telewizyjnych sieci handlowej Gap i w teledyskach takich zespołów muzycznych i artystów jak: Daft Punk, Goo Goo Dolls, Cher, Mick Jagger, Dj Quik i Korn. W roku 1997 zagrała rolę modelki, dziewczyny i prezenterki trofeów w trzech odcinkach serialu Mr. Show. W roku 1999 Sossamon została odkryta przez reżyser prowadzącą castingi, Francine Maisler, gdy zastępowała kolegę didżeja w oprawie muzycznej na przyjęciu urodzinowym brata aktorki Gwyneth Paltrow.

## Filmografia

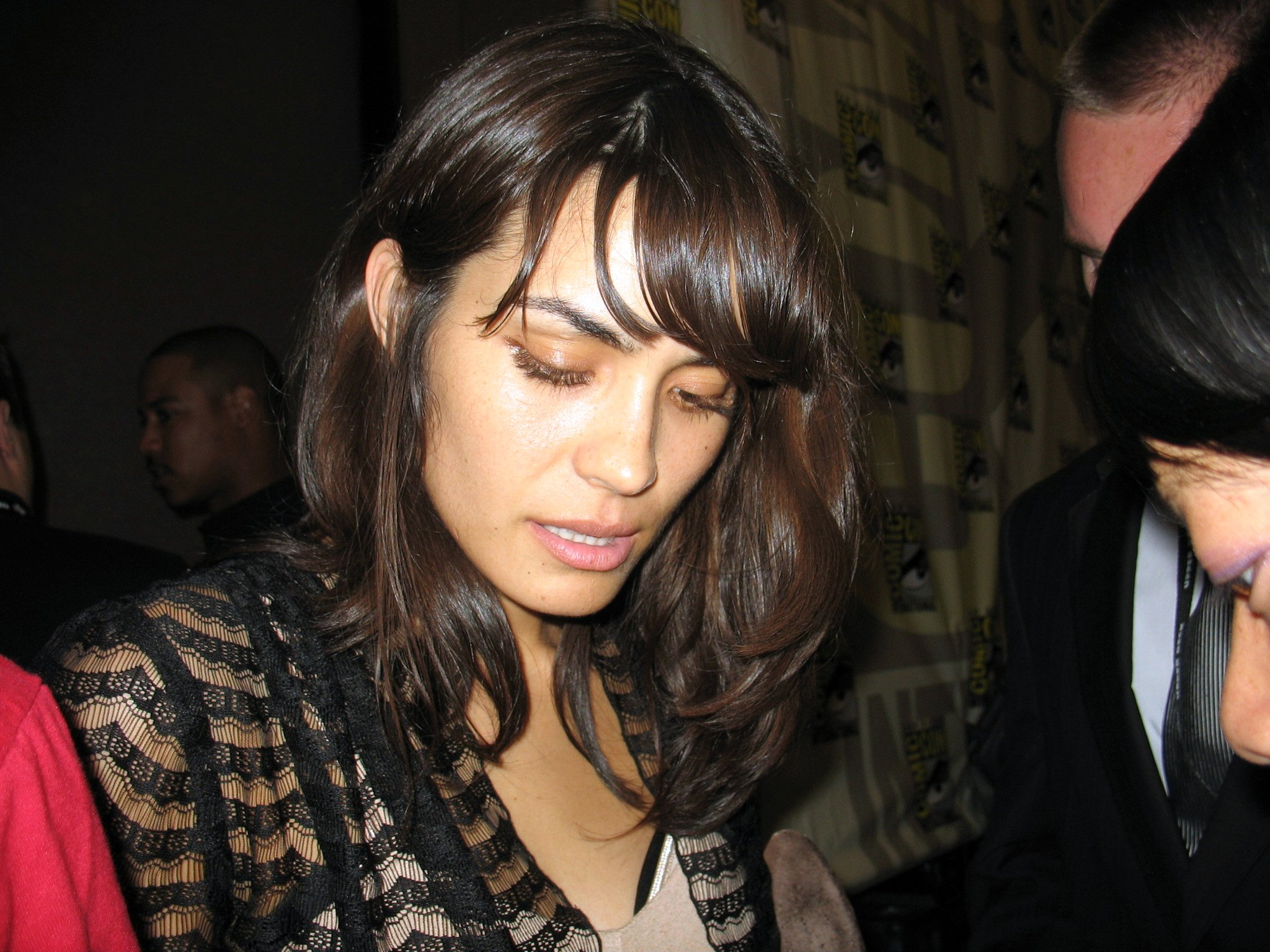
Shannyn Sossamon podczas Comic-Con 2007 w San Diego, promując serial Pod osłoną nocy.

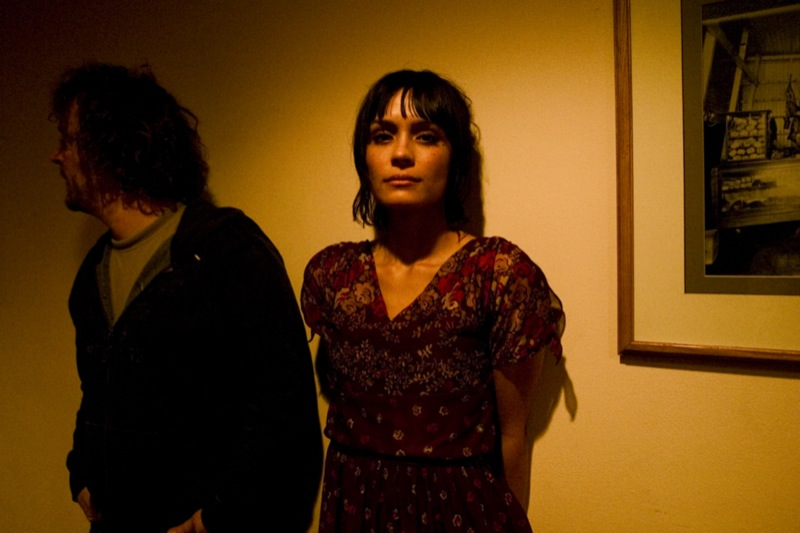
Goran Dukic i Shannyn Sossamon

| Rok  | Tytuł                                                | Rola                        | Uwagi |
| ---- | ---------------------------------------------------- | --------------------------- | --- |
| 2001 | Obłędny rycerz (A Knight’s Tale)                     | Jocelyn                     | Nagroda Young Hollywood Award za przełomowa rolę kobiecą nominacja do nagrody MTV Movie Award za najlepszy przełomowy występ nominacja do nagrody MTV Movie Award za najlepszy pocałunek wspólnie z Heathem Ledgerem nominacja do nagrody MTV Movie Award za najlepszy moment muzyczny wspólnie z Heathem Ledgerem nominacja do nagrody Teen Choice Award za przełomową rolę żeńską nominacja do nagrody Teen Choice Award w kategorii Ulubiona chemia filmowa razem z Heathem Ledgerem |
| 2002 | 40 dni i 40 nocy (40 Days and 40 Nights)             | Erica Sutton                | nominacja do nagrody Teen Choice Awardw kategorii Ulubiona chemia filmowa wraz z Joshem Hartnettem |
| 2002 | Żyć szybko, umierać młodo (The Rules of Attraction)  | Lauren Hynde                | |
| 2003 | Wholey Moses                                         | Max                         | film krótkometrażowy |
| 2003 | Zjadacz grzechów (The Order)                         | Mara Sinclair               | |
| 2005 | Pożarci (Devour)                                     | Marisol                     | Direct-to-video |
| 2005 | Niewidzialny morderca (Chasing Ghosts)               | Taylor Spencer              | film telewizyjny |
| 2005 | I Hate You                                           | Jo                          | film krótkometrażowy |
| 2005 | The Double                                           | Melanie                     | film krótkometrażowy |
| 2005 | Cena uczuć (Undiscovered)                            | Josie                       | |
| 2005 | Kiss Kiss Bang Bang                                  | Różowłosa dziewczyna        | |
| 2006 | Tamten świat samobójców (Wristcutters: A Love Story) | Mikal                       | |
| 2006 | Holiday (The Holiday)                                | Maggie                      | |
| 2007 | Katakumby (Catacombs)                                | Victoria                    | |
| 2008 | Nieodebrane połączenie (One Missed Call)             | Beth Raymond                | nominacja do nagrody Teen Choice Award dla ulubionej aktorki w kategorii horror/thriller |
| 2009 | Life Is Hot in Cracktown                             | Concetta                    | |
| 2010 | Nasze wielkie rodzinne wesele (Our Family Wedding)   | Ashley McPhee               | |
| 2010 | The Heavy                                            | Claire                      | |
| 2010 | Road to Nowhere                                      | Laurel Graham / Velma Duran | |
| 2011 | The Day                                              | Shannon                     | |
| 2011 | Man Without a Head                                   | Hazel                       | |
| 2011 | Come the Assassin                                    | Allure                      | |

| Rok       | Tytuł                                                 | Rola                               | Uwagi                                                                                            |
| --------- | ----------------------------------------------------- | ---------------------------------- | ------------------------------------------------------------------------------------------------ |
| 1997      | Mr. Show                                              | modelka / dziewczyna / prezenterka | Odcinki „Peanut Butter, Eggs, and Dice”, „Oh, You Men” and „Flat Top Tony and the Purple Canoes” |
| 2004      | Law & Order: Special Victims Unit                     | Myra Denning                       | Odcinek „Doubt”                                                                                  |
| 2007      | Dirt                                                  | Kira Klay                          | 5 odcinków                                                                                       |
| 2007–2008 | Pod osłoną nocy (Moonlight)                           | Coraline/Morgan                    | 10 odcinków                                                                                      |
| 2010–     | Jak to się robi w Ameryce (How to Make It in America) | Gingy Wu                           | 16 odcinków                                                                                      |

| Rok  | Tytuł                                    | Rola       | Uwagi |
| ---- | ---------------------------------------- | ---------- | ----- |
| 1998 | Daft Punk – Revolution 909               |            |       |
| 1998 | Deborah Cox – It’s Over Now              |            |       |
| 1998 | DJ Quik feat. 2nd II None – Hand in Hand |            |       |
| 1999 | Goo Goo Dolls – Dizzy                    |            |       |
| 1999 | Cher – Strong Enough                     |            |       |
| 1999 | KoЯn – Make Me Bad                       | Asystentka |       |
| 2001 | Mick Jagger – God Gave Me Everything     |            |       |
| 2006 | Black Heart Procession – Not Just Words  |            |       |
| 2009 | Sea Wolf – Wicked Blood                  |            |       |

| Rok  | Tytuł                       | Rola | Uwagi |
| ---- | --------------------------- | ---- | ----- |
| 2001 | GAP: Denim:Boys Who Scratch |      |       |
|      | GAP: Khaki Swing            |      |       |
|      | Kmart                       |      |       |
|      | Kodak                       |      |       |
|      | Oldsmobile                  |      |       |
|      | Pepsi                       |      |       |
| 2008 | Martini                     |      |       |

| Rok  | Tytuł                                                                 | Rola       | Uwagi                  |
| ---- | --------------------------------------------------------------------- | ---------- | ---------------------- |
| 2001 | The Rules of Love                                                     | ona sama   | wideo, krótkometrażowy |
| 2001 | Sexy Armor and a Rock Band Tour                                       | ona sama   | wideo, krótkometrażowy |
| 2002 | Korn:Deuce                                                            | Asystentka | wideo                  |
| 2005 | Reżyser teledysków – Mark Romanek (The Work of Director Mark Romanek) | ona sama   | wideo                  |
| 2010 | TV Festival Du Cannes 2010                                            | ona sama   |                        |

| Rok  | Tytuł              | Rola     | Uwagi                          |
| ---- | ------------------ | -------- | ------------------------------ |
| 2001 | Anatomy of a Scene | ona sama | odcinek The Rules of Atraction |

| Rok  | Tytuł                   | Rola     | Uwagi |
| ---- | ----------------------- | -------- | ----- |
| 2003 | VH1: All Access         | ona sama |       |
| 2008 | E! True Hollywood Story | ona sama |       |

| Rok       | Tytuł                                  | Rola     | Uwagi     |
| --------- | -------------------------------------- | -------- | --------- |
| 2002      | The Late Late Show with Craig Killborn | ona sama | 2 odcinki |
| 2007      | Last Call with Carson Daly             | ona sama | 1 odcinek |
| 2007–2008 | Up Close with Carrie Keagan            | ona sama | 2 odcinki |